# فینال جام حذفی فوتبال انگلستان ۱۹۷۲
فینال جام حذفی فوتبال انگلستان ۱۹۷۲، رقابت پایانی جام حذفی فوتبال انگلستان در سال ۱۹۷۲ میلادی است که مابین دو تیم باشگاه فوتبال لیدز یونایتد و باشگاه فوتبال آرسنال در ورزشگاه ومبلی لندن برگزار شده‌است.
این مسابقه که در تاریخ ۶ مه ۱۹۷۲ انجام شده‌است با نتیجه ۱ بر ۰ به سود تیم باشگاه فوتبال لیدز یونایتد به پایان رسید.